# Heiliggeistkirche (Heidelberg)

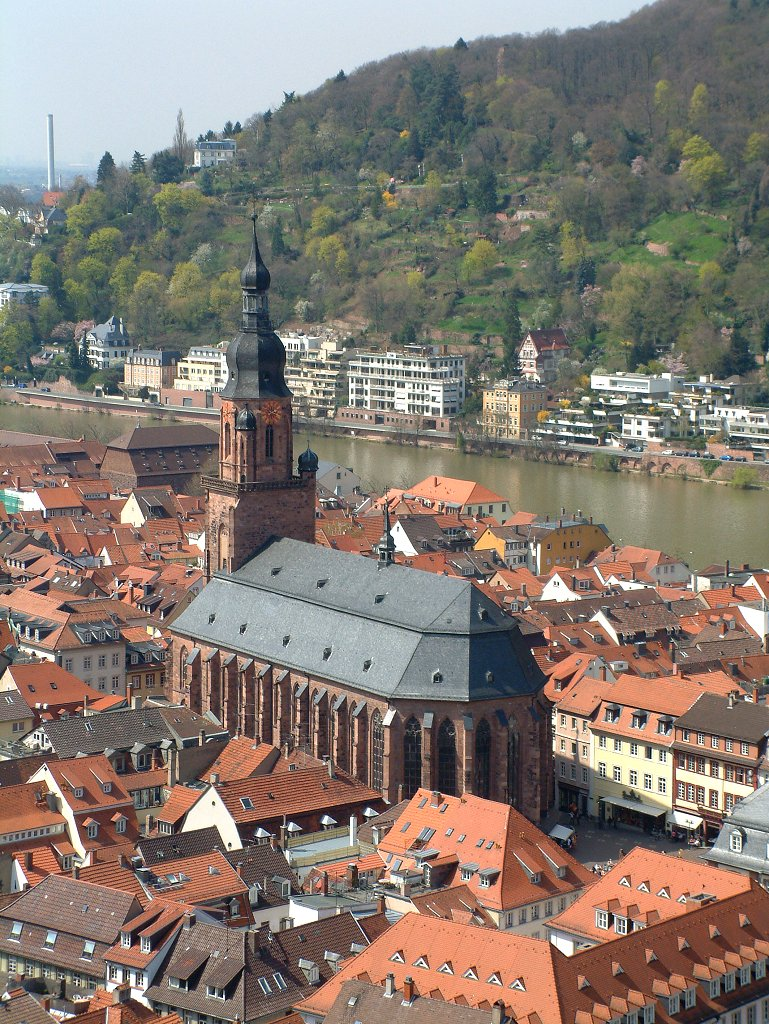
Blick vom Heidelberger Schloss auf die Heiliggeistkirche

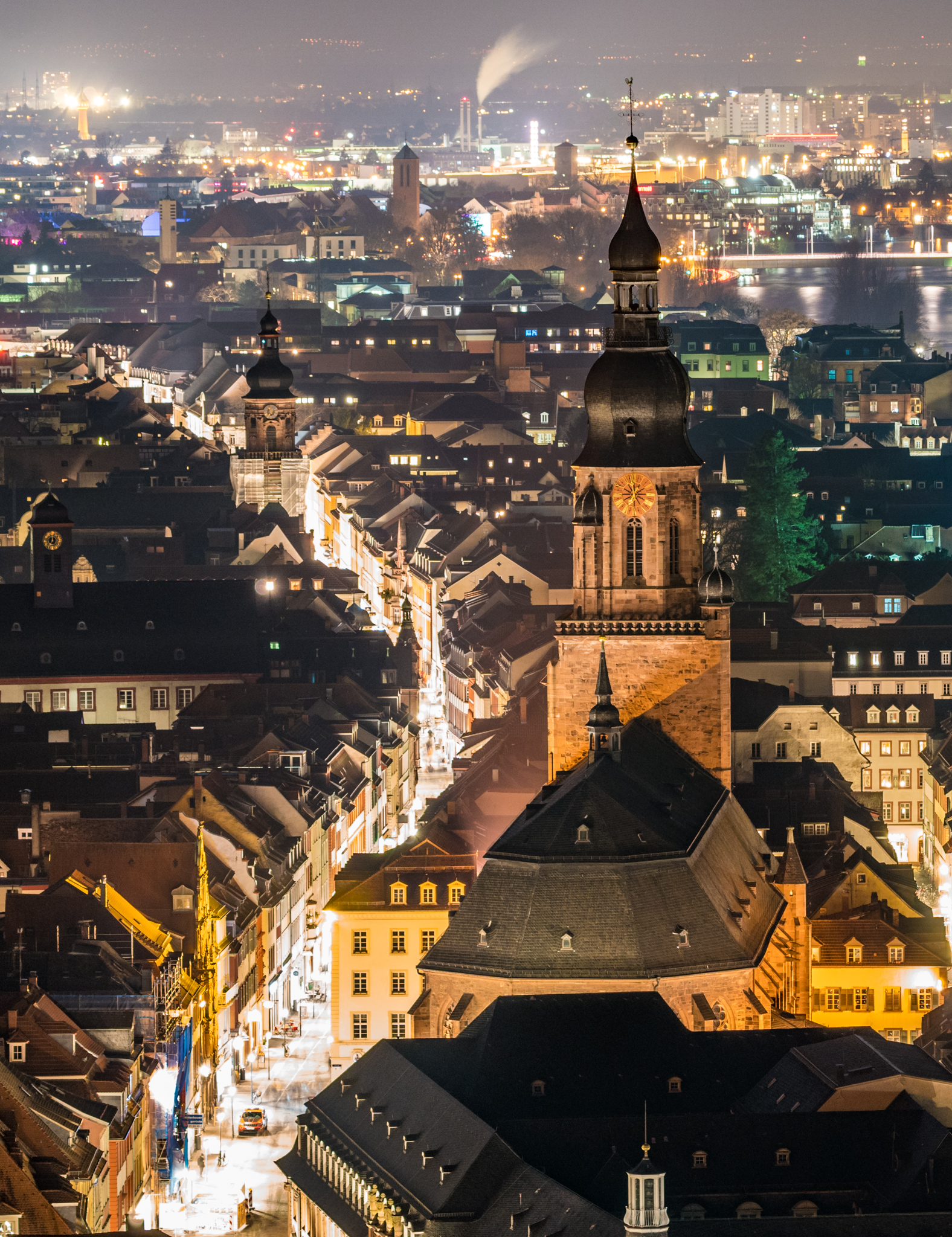
Heiliggeistkirche Heidelberg bei Nacht vom Schlossgarten aus fotografiert.

Die Heiliggeistkirche ist die größte und bedeutendste Kirche in Heidelberg. Mit der Apsis zum Marktplatz steht sie mitten in der Heidelberger Altstadt. Ihr Turm beherrscht und prägt – mit dem achteckigen Glockenturm des Schlosses – das Stadtbild. Die aus rotem Neckartäler Sandstein gebaute gotische Hallenkirche mit barockem Dach und barocker Turmhaube gilt als „völlig singuläres Bauwerk von hohem künstlerischen Rang“.
Die Kirche wurde von 1398 bis 1515 errichtet und war als Grablege der Kurfürsten von der Pfalz und als repräsentatives Gotteshaus der kurpfälzischen Residenzstadt geplant. Bei schweren Zerstörungen im Pfälzischen Erbfolgekrieg wurden die Fürstengräber verwüstet, sodass sich heute nur noch das Grab des Erbauers des Chors der Kirche, Kurfürst Ruprecht III., der als Ruprecht I. deutscher König war, in der Kirche befindet. Bekannt ist die Heiliggeistkirche auch als einstiger Standort der Bibliotheca Palatina sowie wegen ihrer wechselvollen, eng mit der Geschichte Heidelbergs verknüpften, konfessionellen Geschichte. Von 1706 bis 1936 war die Kirche durch eine Scheidemauer in zwei Teile geteilt. Das Langhaus war protestantisch, der Chor katholisch. Seit 1936 gehört die gesamte Kirche zur Evangelischen Landeskirche in Baden.

## Kirchenrechtliche Stellung
Die Heiliggeistkirche war ursprünglich eine von der Peterskirche kirchenrechtlich abhängige Kapelle. Kurfürst Ruprecht III. erreichte im Zusammenhang mit der Gründung der Universität Heidelberg bei Papst Bonifatius IX., dass die Heiliggeistkirche aus der Abhängigkeit von der Peterskirche gelöst und zur Stiftskirche erhoben wurde. Verschiedene Pfründen, die ursprünglich an anderen Kirchen bestanden, wurden auf die Heiliggeistkirche übertragen und dienten der Finanzierung der jungen Universität, deren Professoren zugleich Stiftsherren an der Heiliggeistkirche waren. Die Einrichtung des Kollegiatstifts war 1413 abgeschlossen. Gleichzeitig fungierte die Heiliggeistkirche als Pfarrkirche für die Altstadt, während die Peterskirche die Funktion einer Pfarrkirche für die Neustadt (die nach der Stadterweiterung von 1392 hinzugekommenen Teile der heutigen Altstadt) übernahm.
Kurfürst Ottheinrich löste nach seinem Amtsantritt 1556 das Stift auf und übertrug die Pfründen an die Universität, die Heiliggeistkirche wurde zur evangelischen Pfarrkirche.
Die Heiliggeistkirche blieb der Universität seit ihrer Gründung, die mit einer Messe in der (damaligen) Heiliggeistkirche gefeiert wurde, verbunden. In der Folgezeit blieb die Heiliggeistkirche Universitätskirche, ihre Tür diente als Schwarzes Brett der Universität. Im 19. Jahrhundert übernahm die Peterskirche die Funktion als Universitätskirche.

## Baugeschichte

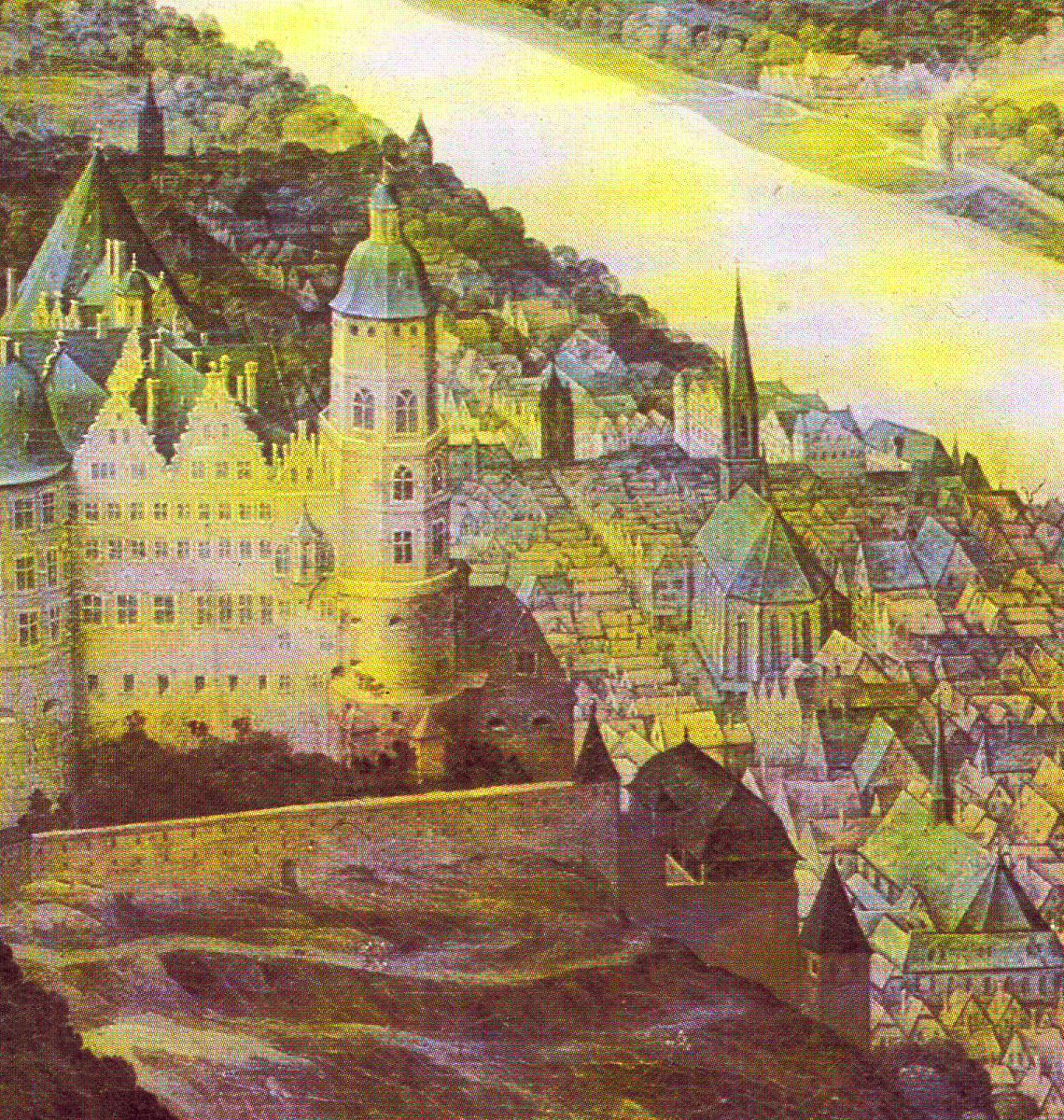
Heiliggeistkirche, noch mit original gotischem Kirchturm, mit Spitzhelm versehen, auf einem Gemälde von Jacques Fouquières um 1618. Links im Bild, das Heidelberger Schloss vor seiner Zerstörung 1693.

Eine dem Heiligen Geist geweihte Kirche am Heidelberger Marktplatz wurde im Jahr 1239 in einer Urkunde des Klosters Schönau zum ersten Mal erwähnt. Weitere Erwähnungen folgen erst in den Jahren 1353 und 1358.
Bei der im Jahr 1239 erwähnten Kirche handelte es sich um eine spätromanische Basilika, von welcher im Jahr 1936 eine Apsis ausgegraben wurde. Um 1300, vielleicht aber auch schon zwischen 1278 und 1288, wurde sie zu einer dreischiffigen spätromanischen oder bereits gotischen Kirche umgestaltet. Diese Kirche war halb so lang wie die jetzige und ist durch Ausgrabungen in den Jahren 1886 sowie 1936 bis 1942 gut dokumentiert. Als Grund für diesen Umbau wird ein Brand vermutet, dem ein Hochwasser vorausgegangen sein soll.
Kurfürst Ruprecht III. ließ anstelle des bisherigen Chores ab 1398 einen hohen und lichten Hallenchor erbauen. Da Heidelberg unter der Herrschaft Ruprechts I. die alten Zentren Bacharach, Alzey und Neustadt verdrängt hatte und alleinige kurpfälzische Residenzstadt geworden war, sollte es, seinem Rang entsprechend, eine große und repräsentative Kirche erhalten, die auch als künftige Grablege der Pfälzer Kurfürsten bestimmt war. Diese repräsentative Funktion erhielt besonderes Gewicht, als Ruprecht III. zum deutschen König gewählt wurde und der Chor der Heiliggeistkirche dereinst das Grab eines Königs aufnehmen sollte. Der Chor wurde vermutlich schon 1410 zur Beisetzung von Ruprecht III. vollendet.
Ursprünglich war der Bau eines neuen Langhauses nicht vorgesehen. Die Kombination eines hohen, stattlichen Chores mit einem älteren und kleineren Langhaus findet man heute noch bei der Sebaldus-Kirche in Nürnberg. Unter Kurfürst Ludwig III. wurde dann doch mit dem Bau eines neuen Langhauses begonnen, das 1441 fertiggestellt und genauso hoch wie der Chor war. Chor und Langhaus bilden äußerlich eine Einheit. Wahrscheinlich schon im Jahr 1441 wurde auch mit dem Bau des Westturms begonnen. Die Arbeiten mussten jedoch bis 1508 unterbrochen werden. Wahrscheinlich 1515 wurde der Turm – damals mit einem spitzen gotischen Helm – vollendet.
Als Baumeister nennen Urkunden einen Heidelberger Bürger namens Arnold Rype, der zeitweilig auch Bürgermeister der Stadt war. Im damaligen Sprachgebrauch meinte man mit Baumeister jedoch nicht den Architekten, sondern den – oft ehren- oder nebenamtlich tätigen – Finanzkoordinator. Von den Architekten der Heiliggeistkirche kennt man lediglich Hans Marx, welcher 1423 in einer Urkunde erwähnt wird und bis 1426 an der Kirche arbeitete, sowie Jorg, der bis 1439 zuständig war. Beide beaufsichtigten wahrscheinlich die Arbeiten am Langhaus. Unter Friedrich dem Siegreichen kam der berühmte Turmbauspezialist Niclaus Eseler aus Mainz nach Heidelberg, der vermutlich den Großteil der Arbeiten am Turm der Heiliggeistkirche durchführte, der jedoch erst in der letzten Bauphase von Lorenz Lechler vollendet wurde.
Am 22. Mai 1693 wurde die Kirche während des Pfälzischen Erbfolgekrieges schwer beschädigt. Französische Truppen sperrten eine große Menschenmenge in der Heiliggeistkirche ein und steckten die Kirche in Brand. Erst als bereits Glocken, Balken und Gewölbeteile herabstürzten, wurde auf Bitten des jungen reformierten Pfarrers Johann Daniel Schmidtmann eine Tür geöffnet. Bei der Flucht aus der Kirche wurden viele Menschen erdrückt, andere von französischen Soldaten, die die Kirche plünderten, misshandelt.
In den Jahren 1698 bis 1700 wurde das Dach in damals moderner gebrochener Form wiederhergestellt. Bei dem Dach handelt es sich um eines der frühesten noch komplett erhaltenen Mansarddächer in Deutschland. 1709 erhielt der Turm seine barocke welsche Haube. Zwischenzeitlich angebrachte Seitenkapellen wurden bei dem Wiederaufbau entfernt.
Von 1978 bis 1985 wurde die Kirche umfassend restauriert; dabei wurde die ursprüngliche, auf Rottönen basierende Farbgebung wiederhergestellt.

## Architektur
Die Heiliggeistkirche ist aus sorgfältig behauenen Sandsteinquadern aus dem Neckartal erbaut. Der Hallenumgangschor ist mit einer dreischiffigen Emporenhalle unter einem durchlaufenden Dach verbunden. Eine derartige Emporenhalle findet man in Süddeutschland äußerst selten. Den Durchgang vom Mittelschiff zu den Seitenschiffen bilden sechs Arkaden mit schlanken, kapitelllosen Rundpfeilern. Der gesamte Kirchenraum ist von einem einfachen Kreuzrippengewölbe überdeckt.
Das Niveau der nördlichen Empore liegt über dem der Südempore. Ungewöhnlich ist, dass die Seitenschiffe breiter als das Mittelschiff sind. Dies beruht darauf, dass die Emporen der Seitenschiffe von Anfang an dazu bestimmt waren, die Bibliothek des Kurfürsten Ludwig III. aufzunehmen. Eine weitere Besonderheit liegt darin, dass die Hauptblickachse nicht wie üblich auf ein Fenster im Chor, sondern auf einen Strebepfeiler gerichtet ist. Dieses kühne Motiv der Achsenverschränkung ist bei Kirchenbauten der Parler-Schule oft zu finden. Eine baugeschichtliche Besonderheit stellt die Einziehung des Chormittelschiffs zum Triumphbogen dar.
An den Längsseiten der Kirche befinden sich gestufte, bis auf einige Wasserspeier schmucklose Strebevorlagen, dazwischen jeweils zwei übereinander angeordnete Maßwerkfenster, die großen am Chor mit drei oder vier Pässen. Der schlanke Westturm ist in den Baukörper eingezogen und besitzt ein achteckiges Glockengeschoss mit einer markanten Barockhaube.

### Äußeres

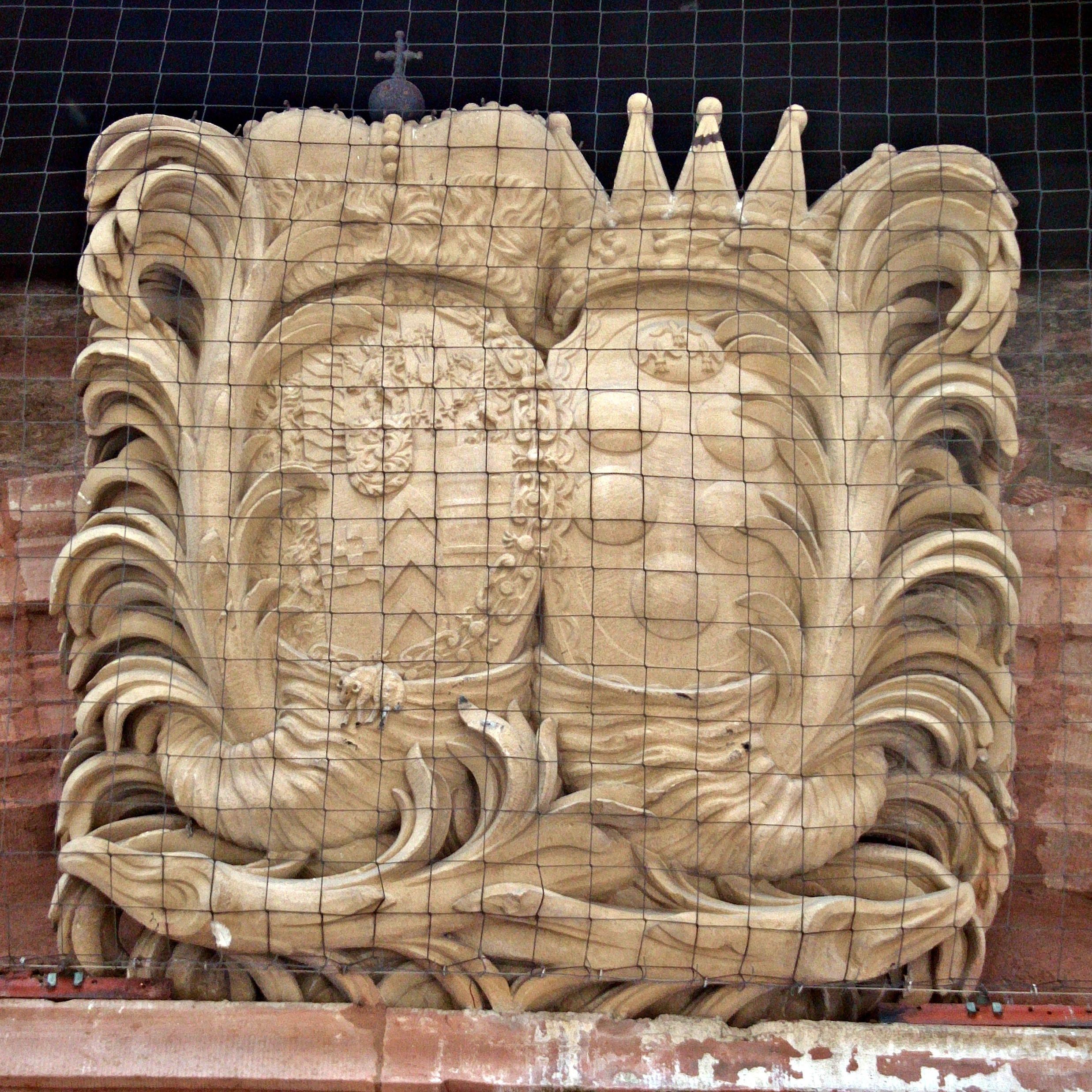
Allianzwappen von Kurfürst Johann Wilhelm und Gemahlin Anna Maria de’ Medici

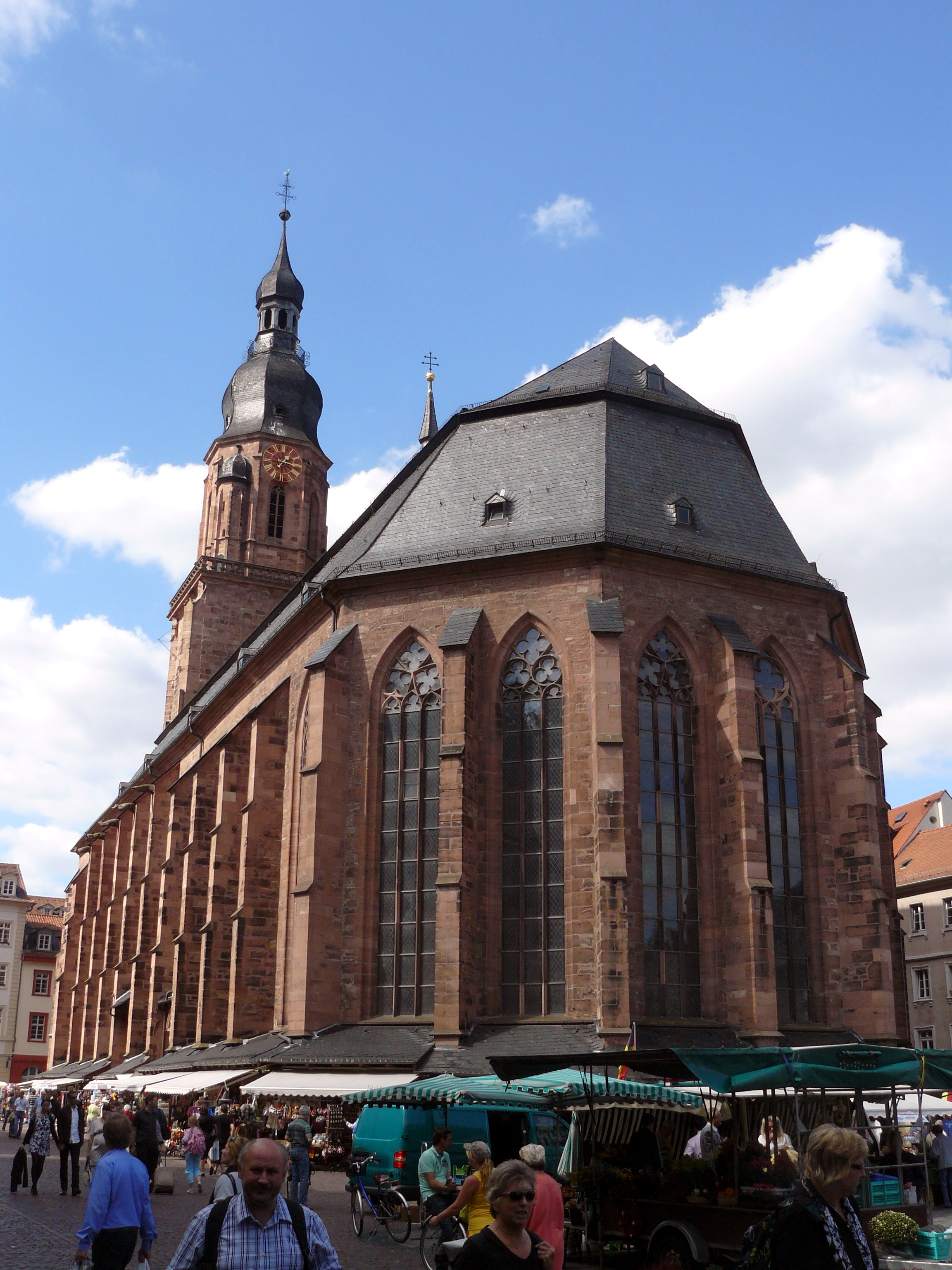
Blick von der Hauptstraße über den Wochenmarkt auf dem Rathausplatz auf die Heiliggeistkirche

Kennzeichnend für das Äußere der Heiliggeistkirche ist eine gewisse Monumentalität unter Verzicht auf Architekturdetails. An der Nordseite des Chors ist eine Sakristei angebaut mit einer gemalten Strahlenkranzmadonna an der Nordostecke als einzigem Schmuck. Das Gemälde stammt aus dem späten Mittelalter und wurde im 19. Jahrhundert sowie im Jahre 1987 restauriert.
Aus der Barockzeit stammen jeweils drei nachträglich eingebaute Portale an der Nord- und der Südseite. Über den mittleren Portalen auf Nord- und Südseite ist das Wappen des Kurfürsten Johann Wilhelm und seiner Gemahlin Anna Maria Luisa de’ Medici angebracht. Unter diesem Herrscher wurde die Kirche instand gesetzt. Das barocke Hauptportal wurde 1967 an die Nordseite versetzt und durch ein neugestaltetes Portal ersetzt. An der Nordseite am Fischmarkt ist in der Außenwand ein kleiner mit Fischen geschmückter Brunnen eingelassen. Eine Markierung zeigt den Stand des Hochwassers im Jahr 1784 an.
Typisch für die Heiliggeistkirche sind die kleinen Ladenanbauten, die zwischen den Strebepfeilern eingefügt sind. Während früher Blumenhändler, Schuhmacher und Bäcker zu finden waren, sind heute neben kleinen Buchläden vor allem Andenkenbuden dort untergebracht. Der Schriftsteller Michael Buselmeier schrieb, dass sich „der Andenkenschund immer dreister breitmacht“. Auf der Südseite sind im Mauerwerk mehrere Brezeln dargestellt. Diese Darstellungen stammen aus dem 15. Jahrhundert und zeigen das richtige Größenmaß an, damit die Kunden überprüfen konnten, ob die von den Bäckern verkauften Brezeln die richtige Größe hatten.

### Innenraum
Der Innenraum der Heiliggeistkirche ist einer der eindrucksvollsten spätgotischen Kirchenräume in Süddeutschland. Charakteristisch ist der Kontrast zwischen dem diffusen Licht des Langhauses und der strahlenden Helligkeit des Chores. Schiff und Chor sind durch einen Triumphbogen getrennt.
Die ursprünglich reiche Ausstattung der Kirche mit prächtigen Altären, Heiligenbildern, Taufsteinen und Orgeln wurde während zweier Bilderstürme unter Ottheinrich und Friedrich III. entfernt und zerstört, was zu einem „unersetzlichen Kunstverlust“ führte. Der heutige karge Innenraum entspricht somit nicht dem ursprünglichen Zustand.

#### Malereien und Schlusssteine

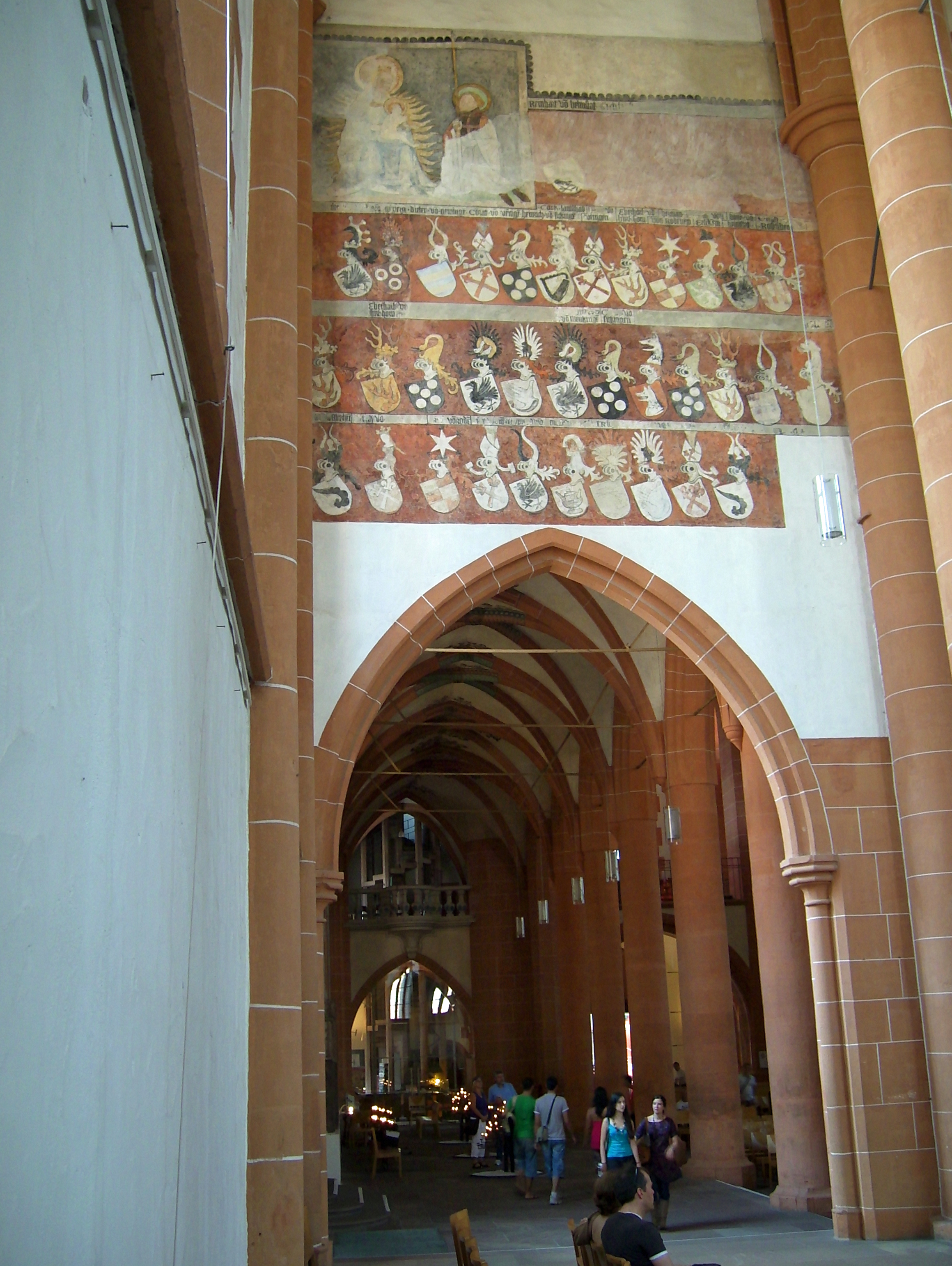
Wappenfries der Gesellschaft mit dem Esel im südlichen Chorseitenschiff

An der Decke im Mittelschiff und in den Seitenschiffen sind Blattwerk und farbige Schlusssteine angebracht. Ein Gemälde aus dem 15. Jahrhundert in einer Deckenwölbung des Mittelschiffs zeigt ein Engelskonzert: Acht Engel mit verschiedenen Musikinstrumenten sind dargestellt. Während einer Restaurierung in den 1950er Jahren fügte der Heidelberger Maler Harry MacLean bei einem Engel ein Fagott als Reminiszenz an die Gegenwart hinzu. Im Binnenchor befindet sich ein Schlussstein mit Reichsadler und ein weiterer mit dem kurpfälzischen Wappen. Der Schlussstein der ehemaligen Marienkapelle im letzten Joch des südlichen Seitenschiffs ist umgeben von Malereien aus dem 15. Jahrhundert. Aus den 1950er Jahren stammt das Gemälde von Harry MacLean im Scheidebogen, das die Drei Männer im Feuerofen (Dan 3 ) zeigt.
An der Westwand des südlichen Chorseitenschiffs befindet sich ein aus dem späten 15. Jahrhundert stammender und 1936 wieder freigelegter Wappenfries mit Wappen der Kraichgauer, der Oderwälder und der rheinischen Reichsritterschaft. Links oben ist der Heilige Georg als Schutzpatron der Ritter zu sehen, der vor einer thronenden Muttergottes kniet. Die in vier Reihen angeordneten Wappen sind nicht mehr alle lesbar. Unter den noch lesbaren befinden sich die Wappen der Helmstatt, Neipperg, Gemmingen, Venningen, Sickingen, Landschad von Steinach, Hirschhorn, Rodenstein, Rosenberg, Handschuhsheim, Mentzingen, Erlickheim, Rüdt von Collenberg, Adelsheim und Stettenberg. Mit Ausnahme der Stettenberg sind alle genannten Familien in der Gesellschaft mit dem Esel nachweisbar. Viele Ritter dieser Turniergesellschaft standen in Diensten der Pfalzgrafen.

#### Ausstattung

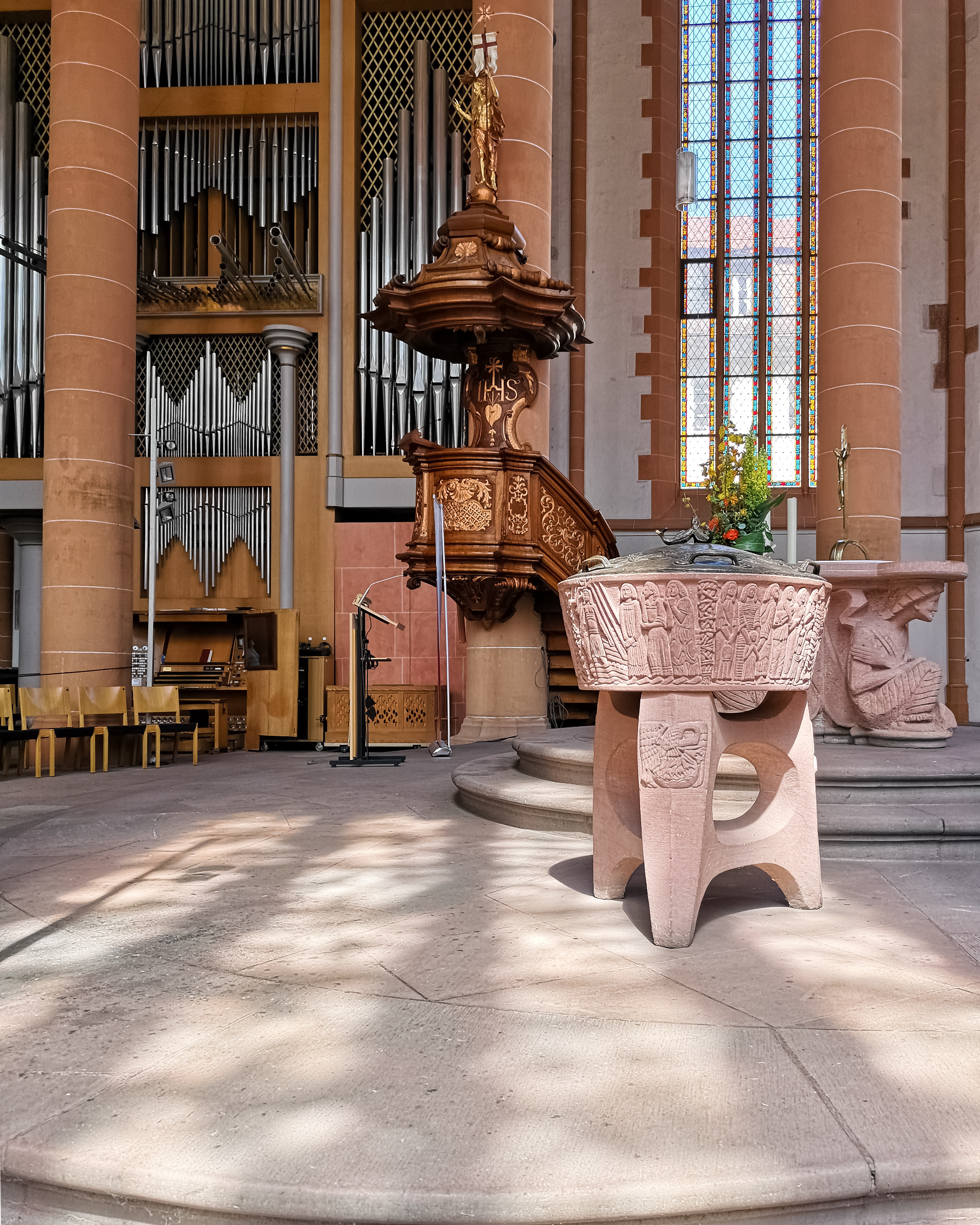
Orgel, barocke Kanzel, Taufbecken und Altar

Von der reichen barocken Ausstattung des einstmals katholischen Chores ist nur noch die Kanzel aus dem Jahr 1731 vorhanden, die wegen ihrer maßgefertigten Anpassung an die Rundpfeiler des Heiliggeistchores andernorts nicht weiter verwendet werden konnte. Im Chor befindet sich auch das Epitaph des im Heidelberger Exil gestorbenen französischen Generals Joseph Palamede de Forbin-Janson (1726–1809), Großvater des Bischofs Charles-Auguste-Marie-Joseph de Forbin-Janson (1785–1844), der das Päpstliche Kindermissionswerk gründete und im Ruf der Heiligkeit starb.
Die ehemals neugotische Kanzel im Kirchenschiff wurde nach 1945 entfernt. Der Altar aus dem Jahr 1949 und das Taufbecken aus dem Jahr 1967 sind, ebenso wie das Tympanon über dem Westportal, Arbeiten des Heidelberger Bildhauers Edzard Hobbing.

#### Königsgrab

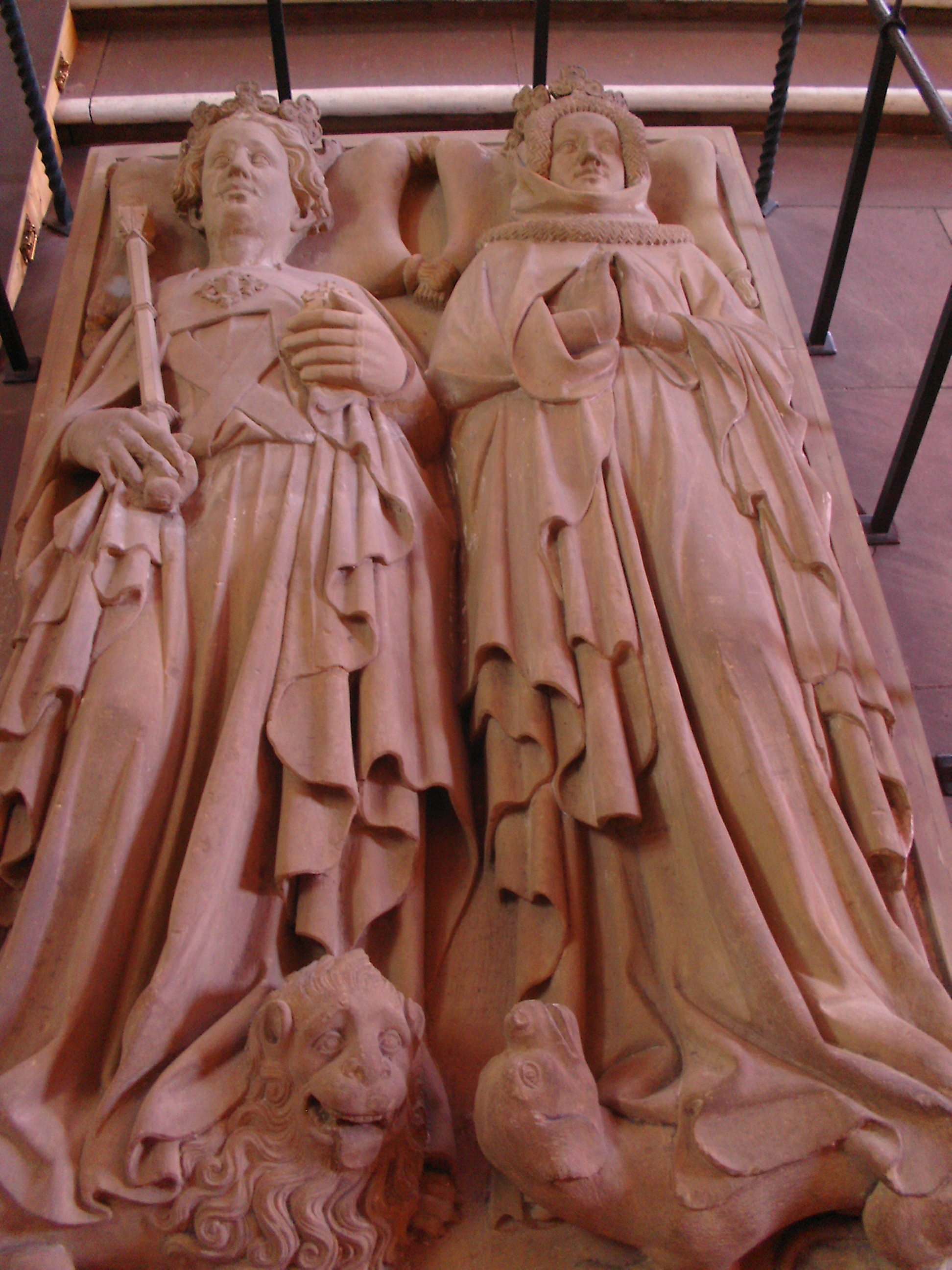
Grab Ruprechts III. und seiner Gemahlin Elisabeth von Hohenzollern-Nürnberg in der Heiliggeistkirche Heidelberg mit den Skulpturen des Königspaares auf dem Sarkophag

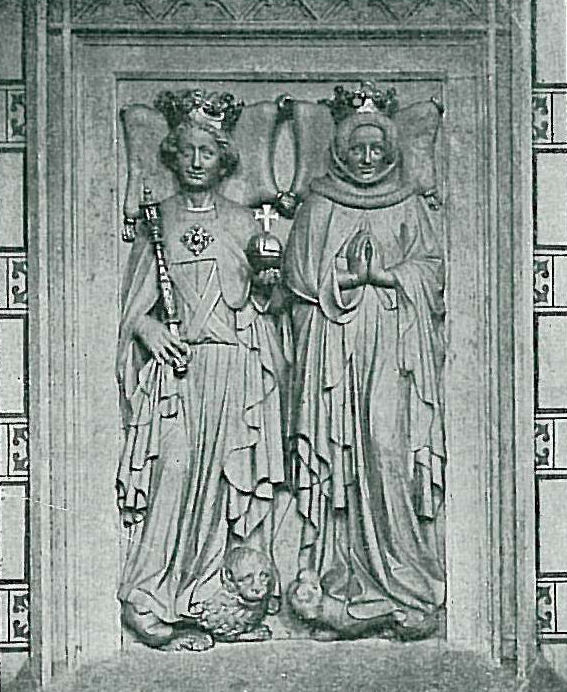
Epitaph Ruprechts III. und seiner Gemahlin Elisabeth von Hohenzollern-Nürnberg an der Wand des Langhauses der Heiliggeistkirche Heidelberg

Entsprechend der Funktion als kurfürstliche Grablege befanden sich im Chor der Heiliggeistkirche insgesamt 54 Grabmale und Särge von zwischen 1410 und 1685 bestatteten Kurfürsten der Pfalz und von Angehörigen der kurfürstlichen Familien. Als besonders prächtig galt das Renaissance-Grabmal von Ottheinrich, das – schon zu seinen Lebzeiten aufgestellt – wegen der freizügigen Frauenfiguren Anstoß erregte, sodass Ottheinrich es mit Tüchern verhüllen ließ. Auch die Grabmale von Ludwig VI. und von Friedrich IV. waren aufwändig und repräsentativ gestaltet. Karl Ludwig und Karl II. verzichteten demgegenüber auf Grabmäler und ließen sich in schlichten Särgen bestatten.
Im Pfälzischen Erbfolgekrieg wurden nahezu alle Grabmäler durch Brand und Plünderungen zerstört. Nur noch die Grabplatte des Kurfürsten Ruprecht III., als Ruprecht I. deutscher König, und seiner Gemahlin Elisabeth von Hohenzollern ist erhalten. Dabei handelt es sich um die Deckplatte der zerstörten Tumba. Das Grab war ursprünglich als Hochgrab in der Mitte des Chores aufgestellt, inzwischen hat die Grabplatte einen Platz im nördlichen Seitenschiff gefunden. Sie stellt eine bedeutende Bildhauerarbeit im hochgotischen „weichen Stil“ dar. Die Gesichter sind idealisiert, der König ist mit Zepter, Krone und Reichsapfel als Zeichen seiner Würde dargestellt. Die schlanken Körper sind in schwere und reiche Gewänder gehüllt, die kunstvolle Falten werfen. Die Gesichter wurden 1693 beschädigt und danach ergänzt. Zu Füßen des Königs liegt ein Löwe als Symbol der Stärke, zu Füßen der Königin ein Hund als Zeichen der Treue. Zwischenzeitlich befand sich die Grabplatte an der Scheidemauer, seit 1936 ist sie an ihrem jetzigen Platz, allerdings verkehrt herum, aufgestellt: Statt wie ursprünglich nach Osten, der aufgehenden Sonne und dem Jüngsten Tag entgegen, blickt der König nun nach Westen.
Als der Kurfürst im Jahr 1720 die Residenz nach Mannheim verlegte, wurde die Kirche im heute nicht mehr vorhandenen Heidelberger Karmeliterkloster neue kurfürstliche Grablage. Nach dem Ende der Kurpfalz im Jahr 1803 ließ Kurfürst Maximilian IV. Joseph die Särge nach München überführen, wo sie sich in St. Michael befinden.
Im südlichen Seitenschiff befinden sich einige Grabplatten von kurfürstlichen Hofmeistern und Professoren der Universität aus dem 15. Jahrhundert mit deutlichen Spuren des Brandes aus dem Jahr 1693. Sie waren bei den Restaurierungsarbeiten ab 1936 im Kirchenraum gesichert worden und wurden anschließend dort eingemauert.

#### Glasfenster
Die mittelalterlichen Glasfenster wurden bei dem Brand im Jahre 1693 zerstört. Die später eingebauten Fenster barsten durch die Druckwelle, die bei der Sprengung der Alten Brücke im März 1945 entstanden war. Alle jetzigen Glasfenster stammen daher aus der Zeit nach dem Zweiten Weltkrieg.
Das westlichste Bleiglasfenster im südlichen Seitenschiff stammt von Johannes Schreiter und wurde 1984 eingebaut. Ursprünglich hatte Johannes Schreiter eine ganze Serie von Fenstern für die Heiliggeistkirche entworfen. Nach einem heftigen Streit wegen der von einigen als zu progressiv empfundenen Fenster wurde jedoch im Jahr 1986 beschlossen, keine weiteren Fenster von Johannes Schreiter einzubauen. Von den Fenstern, die die Beziehung der modernen Welt und der Wissenschaften zum Glauben reflektieren sollten, wurde nur das Physik-Fenster verwirklicht. Darin erkennt man unter anderem die berühmte einsteinsche Gleichung e = m c2 und das Datum des Atombombenabwurfs auf Hiroshima. Die fünf Fenster im Nordseitenschiff wurden in den Jahren 1999 bis 2001 eingebaut. Sie stammen von Hella Santarossa und behandeln das Wirken des für die Kirche namensgebenden Heiligen Geistes in der Welt. Das Glasfenster über der Westempore ist von Gottfried von Stockhausen aus dem Jahr 1967 und zeigt das Lamm auf dem Buch mit dem sieben Siegeln aus der Offenbarung des Johannes. Seine volle Pracht entfaltet es nur in der Abendsonne.

## Gottesdienste

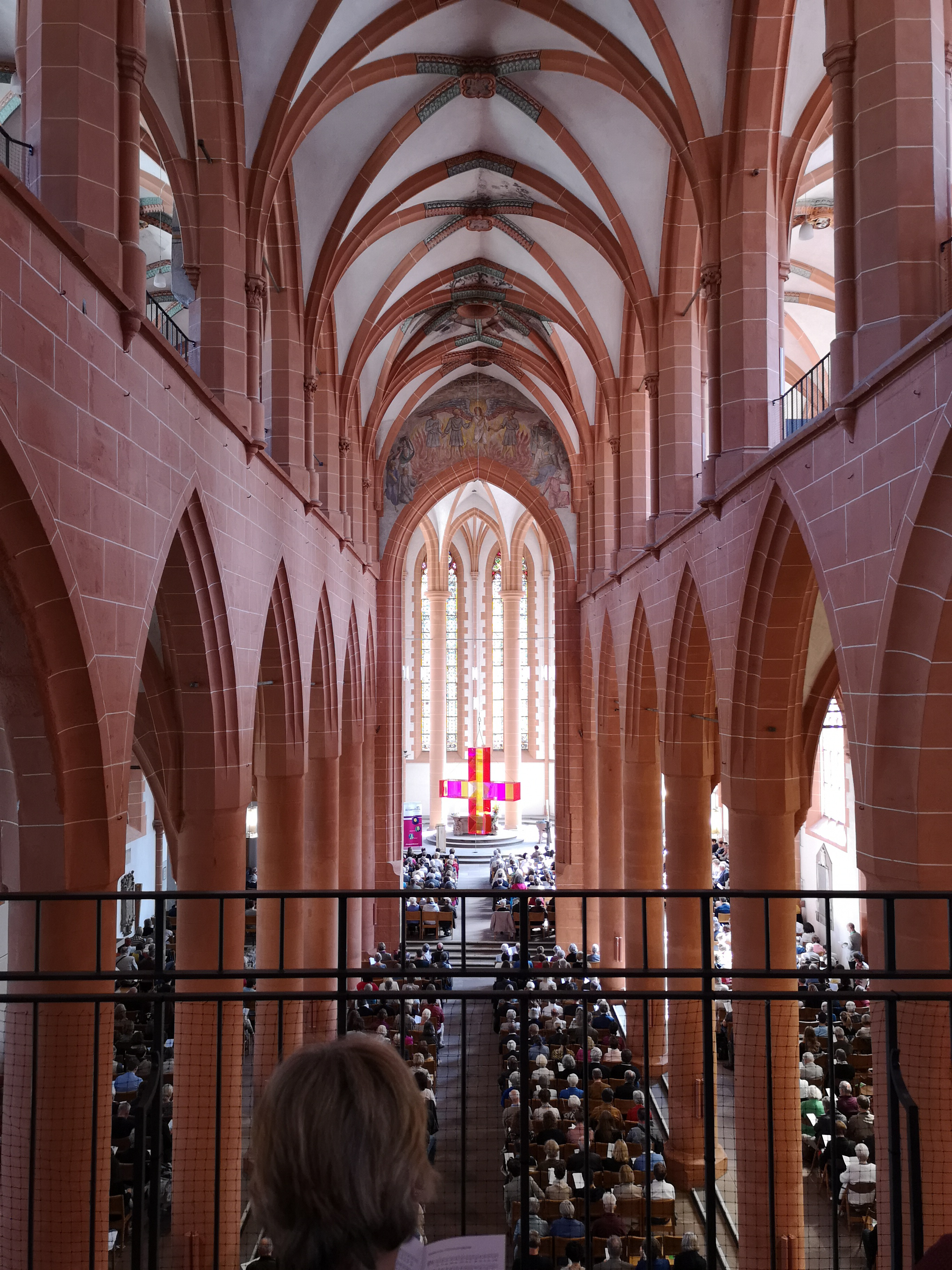
Blick in das Kirchenschiff und auf die Apsis der Heiliggeistkirche

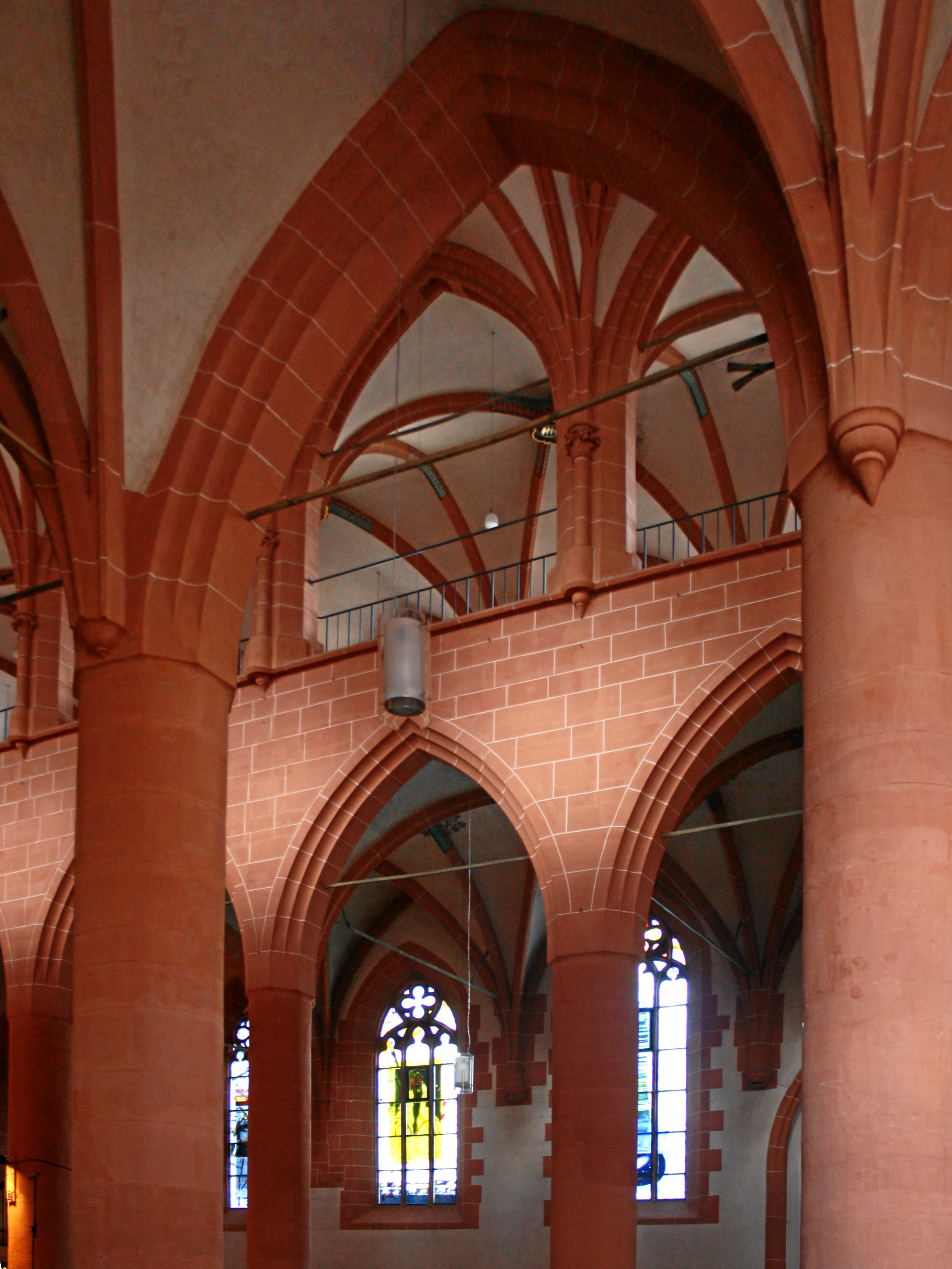
Langhaus: Gewände mit auf Rundsäulen ruhenden gotischen Spitzbögen und Teilansicht der Empore des Langhauses

Im 14. Jahrhundert löste die Heiliggeistkirche die Peterskirche als wichtigste Heidelberger Kirche ab. Zwischen Kirchenschiff und Chor befand sich ein Lettner, der das für den Gottesdienst bestimmte Kirchenschiff von dem den Stiftsherren vorbehaltenen Chor trennte. Dieser Lettner wurde auch nach der Reformation beibehalten, er trennte die Gemeindekirche von der kurfürstlichen Grablege im Chor.
Der erste evangelische Gottesdienst wurde in der Heiliggeistkirche bereits 1546, noch unter der Herrschaft Friedrichs II., gefeiert. Wegen des Augsburger Interims und um seine Versöhnung mit Kaiser Karl V. nach dem Schmalkaldischen Krieg nicht zu gefährden, musste der Kurfürst offiziell beim alten Glauben bleiben. Die Austeilung des Abendmahls unter beiderlei Gestalt blieb aber gestattet. Mit der offiziellen Einführung der Reformation unter Ottheinrich wurde die Heiliggeistkirche zur evangelischen Pfarrkirche; seit der Einführung des Calvinismus durch Friedrich III. diente sie im Wesentlichen der reformierten Gemeinde. Unter Ludwig VI. wurde in der Kirche vorübergehend wieder lutherischer Gottesdienst gefeiert, während der bayerischen und spanischen Besatzung während des Dreißigjährigen Krieges diente die Heiliggeistkirche zeitweise als katholisches Gotteshaus.
Nach dem Dynastiewechsel der Pfälzer Wittelsbacher zur katholischen Linie Pfalz-Neuburg (1685) verfügte Kurfürst Johann Wilhelm 1698 die Pfälzische Kirchenteilung: Die Heiliggeistkirche sollte, wie alle protestantischen Kirchen in der Kurpfalz, von den Katholiken mitbenutzt werden dürfen (Simultaneum). Da sich diese Regelung, die zudem gegen die Bestimmungen des Westfälischen Friedens verstieß, in der Praxis nicht bewährte, wurde 1705 durch die so genannte Religionsdeklaration die Kirche aufgeteilt und ab 1706 durch eine Scheidemauer getrennt: Die reformierte Gemeinde erhielt das Kirchenschiff, die katholische Gemeinde den Chor.
1719 kam es zum Streit um die Heiliggeistkirche, der bis 1720 währte und in ganz Deutschland Aufsehen erregte: Kurfürst Karl Philipp beanspruchte die gesamte Heiliggeistkirche als Hofkirche und katholische Kirche. Der reformierten Heiliggeistgemeinde bot er an, auf dem Marktplatz eine neue Kirche für die Reformierten zu bauen und dieser alle Pfründen der Heiliggeistkirche zu übertragen. Die Reformierten lehnten den Vorschlag ab, worauf der Kurfürst die Scheidemauer in der Heiliggeistkirche niederreißen ließ. Die Reformierten wandten sich daraufhin an die evangelischen Reichsstände und baten um Hilfe, die sie auch erhielten. So kam es in Preußen zu Repressalien gegen eine katholische Kirche in Minden sowie gegen Klöster in Halberstadt. Auch Schweden und die Niederlande drohten mit Vergeltungsmaßnahmen. Selbst Kaiser Karl VI. forderte den Kurfürsten zum Einlenken auf. Schließlich gab der Kurfürst nach, ließ die Scheidemauer wieder aufbauen und verlegte aus Verärgerung über das Verhalten der Heidelberger die Residenz nach Mannheim.
Bei der Säkularisation (1801–1803) wurden die in Heidelberg zahlreich vorhandenen Klöster aufgehoben, wodurch der Heiliggeistchor den Rang einer katholischen Hauptkirche erhielt. 1809 erhielt die katholische Heiliggeistgemeinde die Jesuitenkirche als neue Pfarrkirche. Der Heiliggeistchor wurde in der Folgezeit nur noch von verschiedenen katholischen Bruderschaften benutzt. 1874 wurde der Chor dann auf Grund des badischen Altkatholikengesetzes der altkatholischen Gemeinde zur Mitbenutzung überlassen, worauf die katholische Kirche die Benutzung des Chores einstellte, ohne ihr Eigentum am Chor aufzugeben. Zum Universitätsjubiläum 1886 wurde die Trennmauer vorübergehend entfernt, danach aber 1892 auf Grund eines Gerichtsurteils wieder aufgebaut. Erst 1936 kam die gesamte Heiliggeistkirche an die Evangelische Landeskirche in Baden, worauf die Trennmauer endgültig entfernt wurde.
Bekannt ist die Heiliggeistkirche auch als langjährige Wirkungsstätte des Pfarrers Hermann Maas, des Nazi-Gegners und Pioniers des christlich-jüdischen Dialogs.

## Bibliotheca Palatina
Von Beginn an war auf den Emporen die später um die Büchersammlung des Kurfürsten Ludwig III. erweiterte Stiftsbibliothek aufgestellt. Auf den Emporen gab es relativ gute Lichtverhältnisse zum Lesen. Durch wesentliche Ergänzung insbesondere durch Ottheinrich, aber auch unter Johann Casimir, wurde die Bibliothek zu der weltberühmten Bibliotheca Palatina. Während des Dreißigjährigen Krieges wurde die Sammlung im Jahr 1622 von Kurfürst Maximilian I. von Bayern als Kriegsbeute geraubt und dem Papst geschenkt. Von den rund 5000 Büchern und 3524 Handschriften gelangten 1816 nur 885 zurück und befinden sich heute in der Universitätsbibliothek Heidelberg. Der Rest wird auch heute noch im Vatikan aufbewahrt. Zur 600-Jahr-Feier der Universität im Jahr 1986 kam eine repräsentative Auswahl der Bücher für eine einmalige Ausstellung vorübergehend an ihren alten Standort zurück. Das berühmteste Stück der Bibliotheca Palatina, die Manessische Liederhandschrift, hatte Kurfürst Friedrich V. mitgenommen, als er 1619 Heidelberg verließ, sodass sie dem Raub entging. Über Umwege gelangte sie nach Paris, 1888 konnte die Heidelberger Universitätsbibliothek sie zurückkaufen.

## Sonstiges
Seit dem 17. Jahrhundert existierte auf dem Turm der Heiliggeistkirche ein Turmbläserdienst, der als Brandwache fungierte. Im Jahr 1798 wurden die Turmbläser durch Nachtwächter ersetzt. Die auf 38 m Turmhöhe liegende Aussichtsplattform ist zu den Besichtigungszeiten zugänglich und bietet einen sehr guten Blick über die Heidelberger Altstadt.
Im Jahr 1886 fand in der Heiliggeistkirche der Festakt zum 500. Jubiläum der Universitätsgründung statt. In Anwesenheit des deutschen Kronprinzen Friedrich Wilhelm und des badischen Großherzogs Friedrich I. hielt der Philosophieprofessor Kuno Fischer eine dreistündige Rede über die Geschichte der Universität.
Seit März 2009 fungiert die Heiliggeistkirche als Citykirche für Heidelberg. Sie steht allen Interessierten offen und informiert auf vielfältige Weise über religiöse Themen. Neben Konzerten, Ausstellungen und Kirchenführungen werden Gottesdienste, ökumenische Andachten und Seelsorge angeboten.

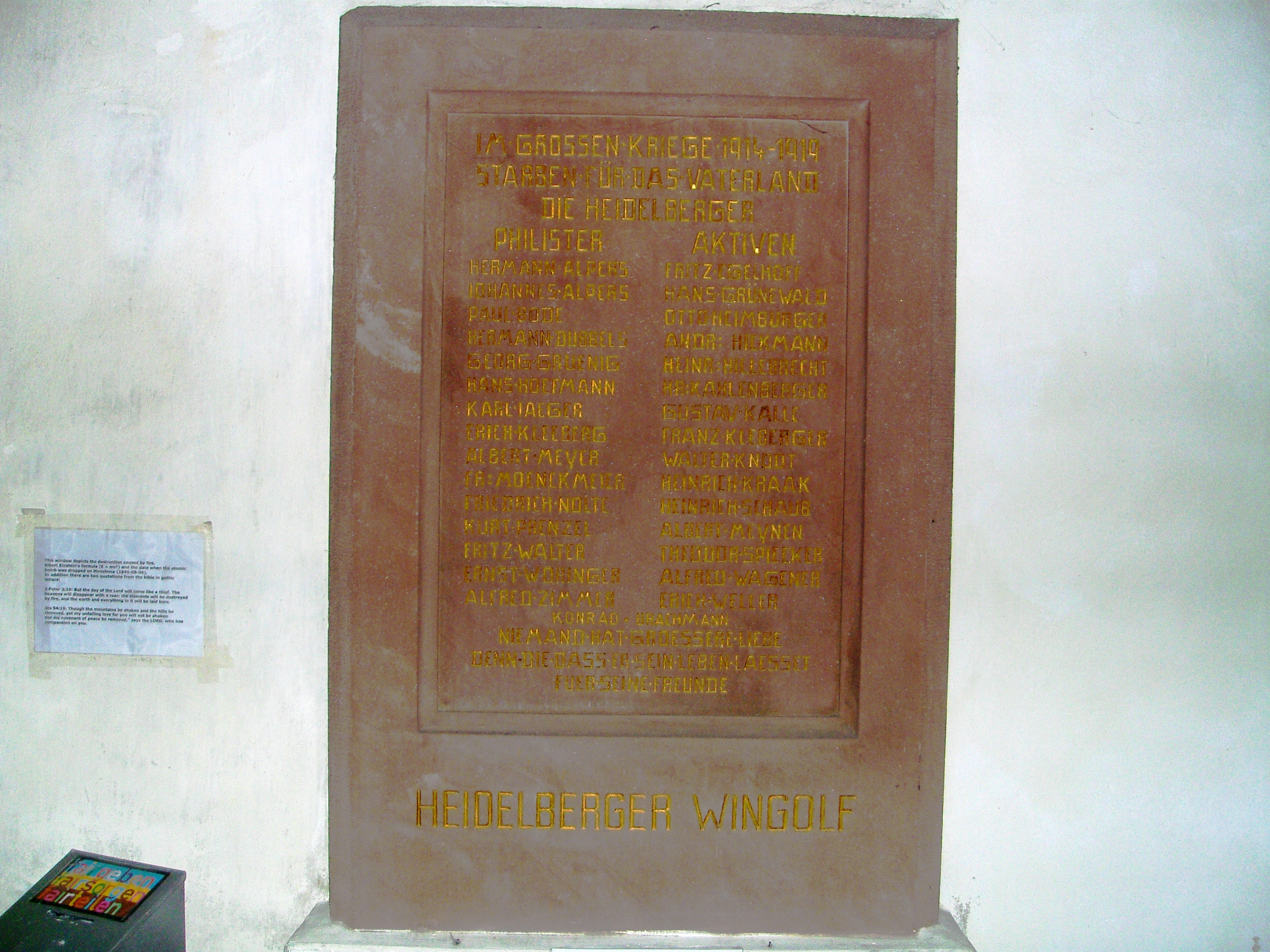
Wingolf-Gedenkstein

In der Heiliggeistkirche befindet sich ein Gedenkstein für verstorbene Mitglieder des Heidelberger Wingolfs. Die Heiliggeistkirche ist die einzige Kirche mit einem Gedenkstein für verstorbene Mitglieder einer Studentenverbindung.

## Musik
Als größte Heidelberger Kirche spielte in der Heiliggeistkirche die Musik immer eine wichtige Rolle. Neben der Musik im Gemeindegottesdienst fanden dort musikalisch umrahmte Festgottesdienste etwa zu Universitäts- und Reformationsjubiläen statt. Im Dezember 1954 spielten zur Trauerfeier für Wilhelm Furtwängler die Berliner Philharmoniker unter Eugen Jochum. Auf den Orgeln der Heiliggeistkirche musizierten Wolfgang Amadeus Mozart im Jahr 1763, Felix Mendelssohn Bartholdy im Jahr 1837 und Albert Schweitzer in den Jahren 1929, 1932 und 1949.
Im katholischen Chor wurde ab 1705 anspruchsvolle Kirchenmusik mit Chor und Orchester gepflegt. In den Gottesdiensten wurden Werke damals zeitgenössischer Komponisten wie etwa Giovanni Battista Pergolesi und Johann Christian Bach aufgeführt. Im Jahr 1801 wurde die Kirchenmusik aus Kostengründen eingestellt. Seit dem 19. Jahrhundert finden in der Heiliggeistkirche Orgel- und Chorkonzerte statt. Eine professionelle Musikpflege gibt es seit 1950. In diesem Jahr gründete Bruno Penzien die Heidelberger Studentenkantorei, die ihre Konzerte in der Heiliggeistkirche gibt. Von 1970 bis 1998 wirkte Peter Schumann als Kantor und Organist. Er legte einen besonderen Schwerpunkt auf avantgardistische und experimentelle Musik. Sein Nachfolger Christoph Andreas Schäfer etablierte in der Heiliggeistkirche die Historische Aufführungspraxis, einen weiteren Schwerpunkt setzt er auf Musik aus Jazz, Rock und Pop.
Im Jahre 1972 organisierte Werner Pieper ein Rock-Konzert mit der Band Quintessence aus England in dieser Kirche, welches bei den Studenten und den sogenannten Hippies auf große Begeisterung stieß. In konservativen kirchlichen Kreisen wurde diese Veranstaltung eher kritisch gesehen.
Von 1783 bis 1793 war der Schulmeister und Organist Pixis an der Heiliggeistkirche tätig. Sein vollständiger Name und seine Lebensdaten sind nicht bekannt. Pixis galt als Original. Sein zeitgenössischer Kollege Andreas Zimmermann notierte, dass Pixis „den Gesang so verunstaltet mit Narrheiten…oder einen solchen Feuerlärm und Gerumpel mit den Pedalbässen macht…oder sonst allerlei Harlekinstreiche auf dem Manual und Positiv der Orgel mit einer Hand spielet, daß alle diese Narreteien gar nicht zum Gesang passen und…wo der Kantor mit der stärksten Stimme und mit Anstrengung seiner Kräfte kaum imstande ist, nur wankend Ordnung zu halten“. Auch der berühmte Organist und Orgelsachverständige Arnolt Schlick wirkte an der Heiliggeistkirche.

## Orgeln
Seit ihrer Errichtung gab es mindestens 13 Orgeln in der Heilig-Geist-Kirche. Die Instrumente standen aufgrund der wechselhaften Geschichte des Gotteshauses an den verschiedensten Orten: auf der Südempore, der Westempore (so die romantische Sauer-Orgel 1901–1938, die zum Zwecke der Kirchenrenovierung abgebaut und eingelagert wurde und in den Kriegsjahren verschwand), im Chorraum und in der einstigen Trennmauer zwischen Kirchenschiff und Altarraum. Die letztgenannte Orgel in der Trennmauer war von beiden Seiten bespielbar. Auf den verschiedenen Orgeln der Kirche haben berühmte Musiker gespielt, unter ihnen Wolfgang Amadeus Mozart, Max Reger und Albert Schweitzer. Nach dem Krieg plante man eine zwei-teilige Orgelanlage, bestehend aus einer Hauptorgel auf der Westempore und einer Chororgel in der Loge über der Sakristei. Allein dieses Instrument wurde 1947 von der Orgelbaufirma Steinmeyer fertiggestellt. Es hatte 35 Register auf drei Manualen und Pedal. Das Instrument erwies sich für den Kirchenraum als zu klein; die geplante Hauptorgel wurde nicht realisiert. In den 1970er Jahren entschied man sich vielmehr für einen Neubau.

### Hauptorgel

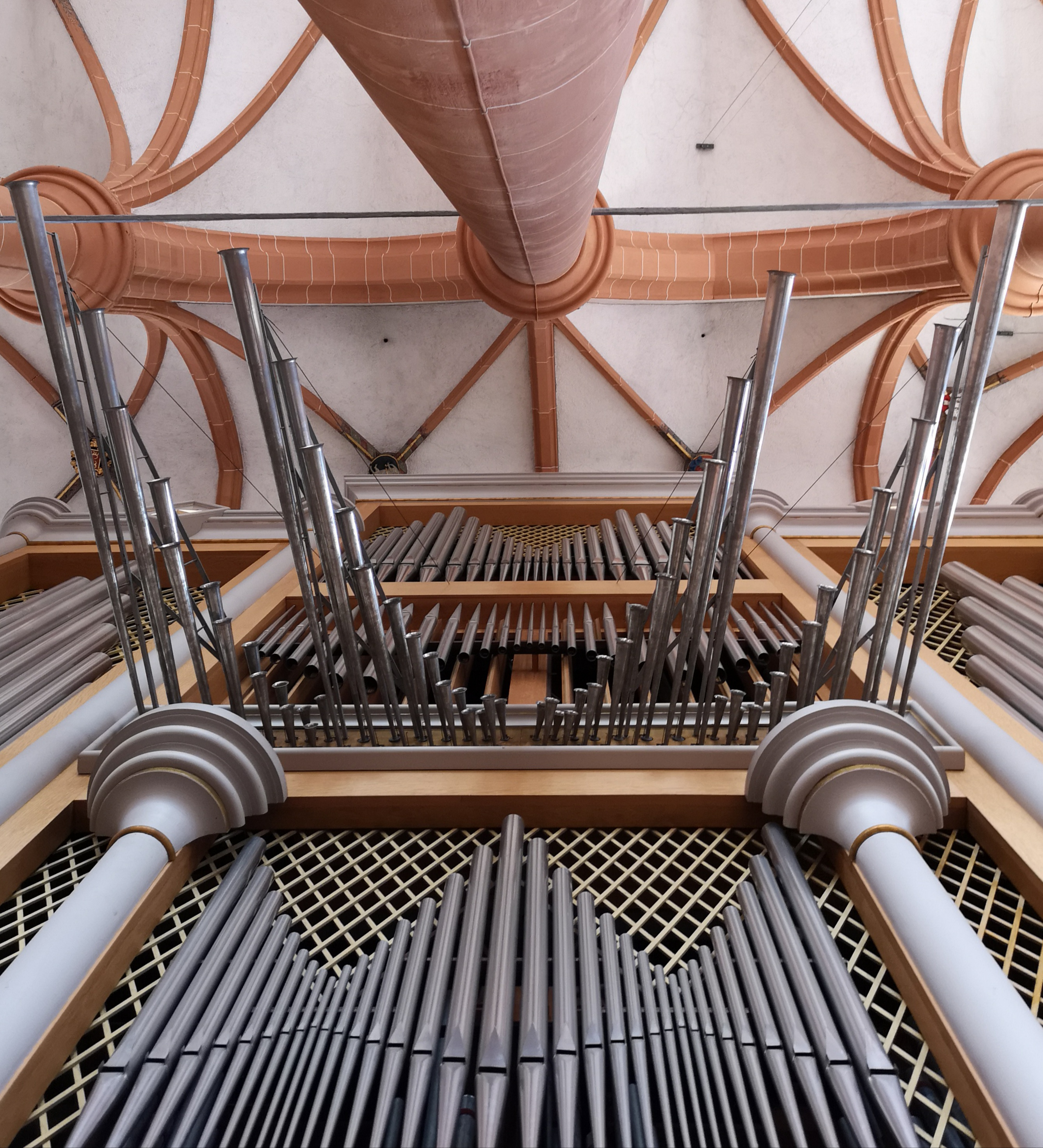
Hauptorgel

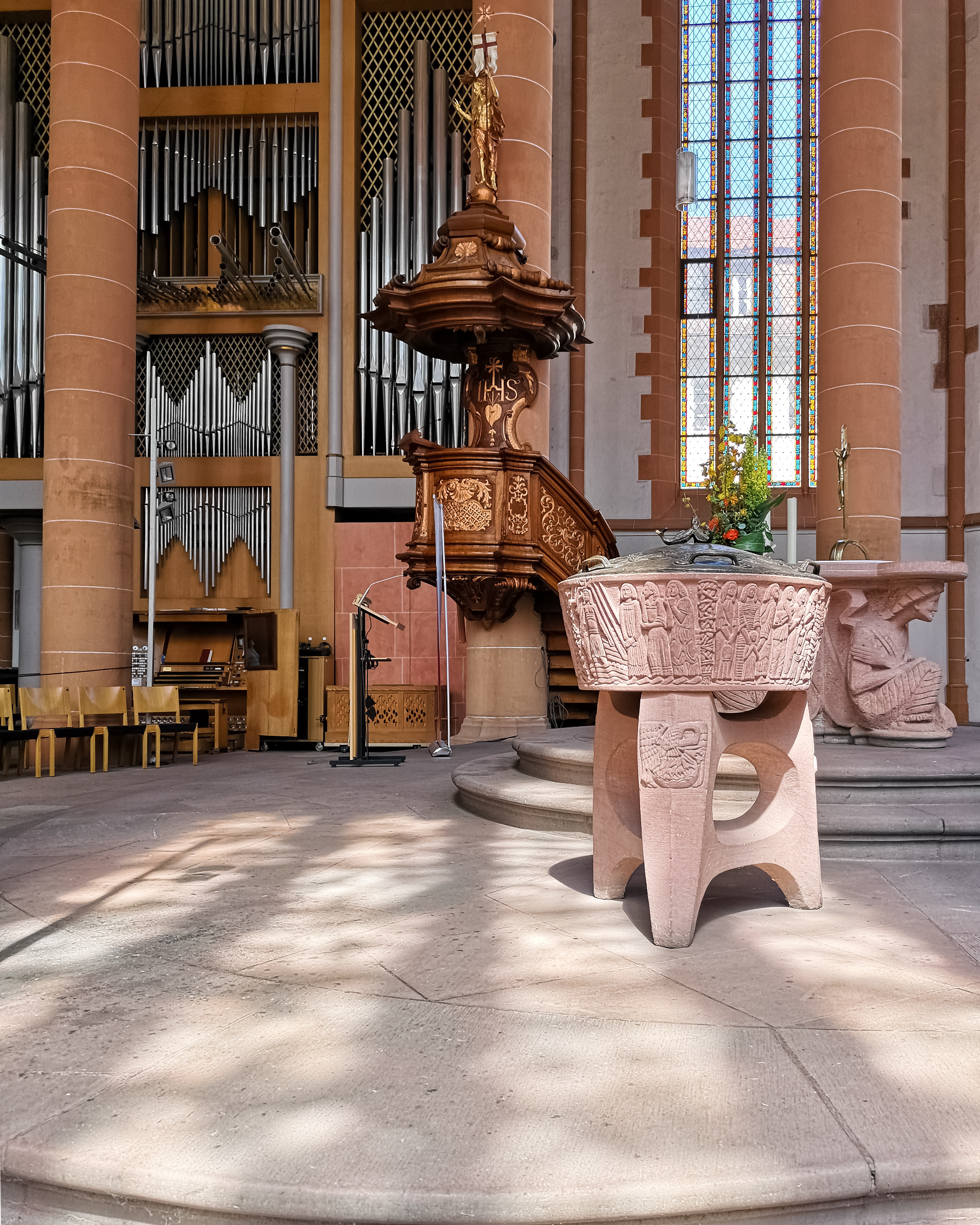
Hauptorgel im Raum-Ensemble

Die heutige Hauptorgel im Chor und wurde in den Jahren 1980 bis 1993 als Opus 2354 von der Firma G. F. Steinmeyer & Co. aus Oettingen in Bayern erbaut. Den Prospekt entwarf Kirchenbaudirektor Horst Wein (Karlsruhe). Das Instrument hat 61 Register (darunter zwei Effektregister) auf drei Manualen und Pedal sowie zwei Zimbelsterne. Die Disposition stammt von Gerhard Wagner (Heidelberg) und Martin Kares (Karlsruhe). Die Spieltraktur ist mechanisch, die Registertraktur und die Koppeln sind elektrisch. Die Orgel besitzt Schleifladen und Tonkanzellen. Eine Besonderheit ist das Effektregister Hültze Glechter, eine Art Xylophon, das auf eine Beschreibung von Arnolt Schlick aus dem Jahr 1511 zurückgeht und von der Firma Aug. Laukhuff in Weikersheim gefertigt wurde. Nach Fertigstellung der Orgel nahm OBM Gerhard Lenter (Orgelbau Lenter, Großsachsenheim) 1997 eine Generalüberholung und Neuintonation vor, die zu einem geschlosseneren und weicheren Klangbild führte.
| I Hauptwerk C–c4 |                |        |     |
| 01.              | Großgedeckt    | 16′    |     |
| 02.              | Praestant I-II | 08′    |     |
| 03.              | Bourdon        | 08′    |     |
| 04.              | Oktave         | 04′    |     |
| 05.              | Rohrflöte      | 04′    | (L) |
| 06.              | Quinte         | 02 ⁄3′ | (L) |
| 07.              | Superoktave    | 02′    |     |
| 08.              | Kornett II-V   | 02 ⁄3′ |     |
| 09.              | Mixtur V-VI    | 01 ⁄3′ | (L) |
| 10.              | Zundel III     | 01⁄3′  | (L) |
| 11.              | Trompete       | 16′    |     |
| 12.              | Trompete       | 08′    |     |
| 13.              | Bärpfeife      | 08′    |     |

| II Positiv C–c4 |                         |        |     |
| 14.             | Suavial                 | 08′    | (L) |
| 15.             | Rohrgedeckt             | 08′    |     |
| 16.             | Viola da Gamba          | 08′    | (L) |
| 17.             | Quintade                | 08′    | (L) |
| 18.             | Italienisches Prinzipal | 04′    |     |
| 19.             | Spillflöte              | 04′    |     |
| 20.             | Oktave                  | 02′    |     |
| 21.             | Waldflöte               | 02′    |     |
| 22.             | Larigot                 | 01 ⁄3′ |     |
| 23.             | Sifflöte                | 01′    |     |
| 24.             | Scharff IV              | 02⁄3′  |     |
| 25.             | Hültze Glechter         | 02⁄3′  |     |
| 26.             | Dulzian                 | 16′    |     |
| 27.             | Cromorne                | 08′    |     |
| 28.             | Regal                   | 08′    |     |
|                 | Tremulant               |        |     |

| III Schwellwerk C–c4 |                      |         |     |
| 29.                  | Pommer               | 16′     |     |
| 30.                  | Schwellprinzipal     | 08′     |     |
| 31.                  | Gedackt              | 08′     |     |
| 32.                  | Salicional           | 08′     |     |
| 33.                  | Vox celestis         | 08′     |     |
| 34.                  | Oktave               | 04′     |     |
| 35.                  | Traversflöte         | 04′     | (L) |
| 36.                  | Nasat                | 02 ⁄3′  |     |
| 37.                  | Schweizerpfeife      | 02′     |     |
| 38.                  | Terz                 | 01 3⁄5′ |     |
| 39.                  | Septnone II          | 01 ⁄7′  |     |
| 40.                  | Scharfmixtur V       | 01′     |     |
| 41.                  | Bombarde             | 16′     |     |
| 42.                  | Trompette harmonique | 08′     |     |
| 43.                  | Spanische Trompete   | 08′     |     |
| 44.                  | Hautbois             | 08′     | (L) |
|                      | Tremulant            |         |     |
|                      | Röhrenglocken        |         |     |

| Pedal C–g1 |                 |         |     |
| 46.        | Untersatz       | 32′     | (L) |
| 47.        | Prinzipal       | 16′     |     |
| 48.        | Subbass         | 16′     |     |
| 49.        | Großquinte      | 10 2⁄3′ |     |
| 50.        | Oktavbass       | 08′     |     |
| 51.        | Salicetbass     | 08′     |     |
| 52.        | Tenoroktav      | 04′     |     |
| 53.        | Spitzflöte      | 04′     |     |
| 54.        | Nachthorn       | 02′     |     |
| 55.        | Rauschquinte II | 06 2⁄3′ | (L) |
| 56.        | Hintersatz IV   | 02 ⁄3′  | (L) |
| 57.        | Obertöne III    | 03 1⁄5′ | (L) |
| 58.        | Posaune         | 16′     |     |
| 59.        | Trompete        | 08′     |     |
| 60.        | Zink            | 04′     |     |
| 61.        | Clarine         | 02′     |     |
|            | Röhrenglocken   |         |     |

- Koppeln:
  - Normalkoppeln: II/I, III/I, III/II, I/P, II/P, III/P
  - Superoktavkoppeln: III/I, III/II, II/P
  - Suboktavkoppeln: III/I, III/II
- Nebenregister: Hültze Glechter (Xylophon), Röhrenglockenspiel, zwei Zimbelsterne „Abendstern“, „Morgenstern“ (Geschwindigkeit regulierbar)
- Spielhilfen: 256 elektronische Setzerkombinationen, frei programmierbare Crescendowalze, Tastenfessel (I), Winddrossel (II), Absteller für Subausbau 8′ und 16′, MIDI mit „Midi out Kanälen“ 1–3 für Hauptwerk, Positiv und Pedal (passiv), Soundmodul Roland JV 1010 (2005 nachgerüstet)

Anmerkungen zum Orgelbau
1. ↑  Terzzimbel. Der Registername „Zundel“ statt „Zimbel“ findet sich nur in dieser Orgel und geht zurück auf Reinhold Zundel, der von 1966 bis 1990 Oberbürgermeister von Heidelberg war. In seiner Amtszeit gab die Stadt Heidelberg einen erheblichen Zuschuss zum Orgelbau.
2. ↑  Xylophon, Tonumfang (F–)f–c2
3. 1 2  frei einstellbar.
4. ↑  G–g1
5. ↑  Transmission aus III

(L) = 1997 durch Leiter neu intoniertes Register

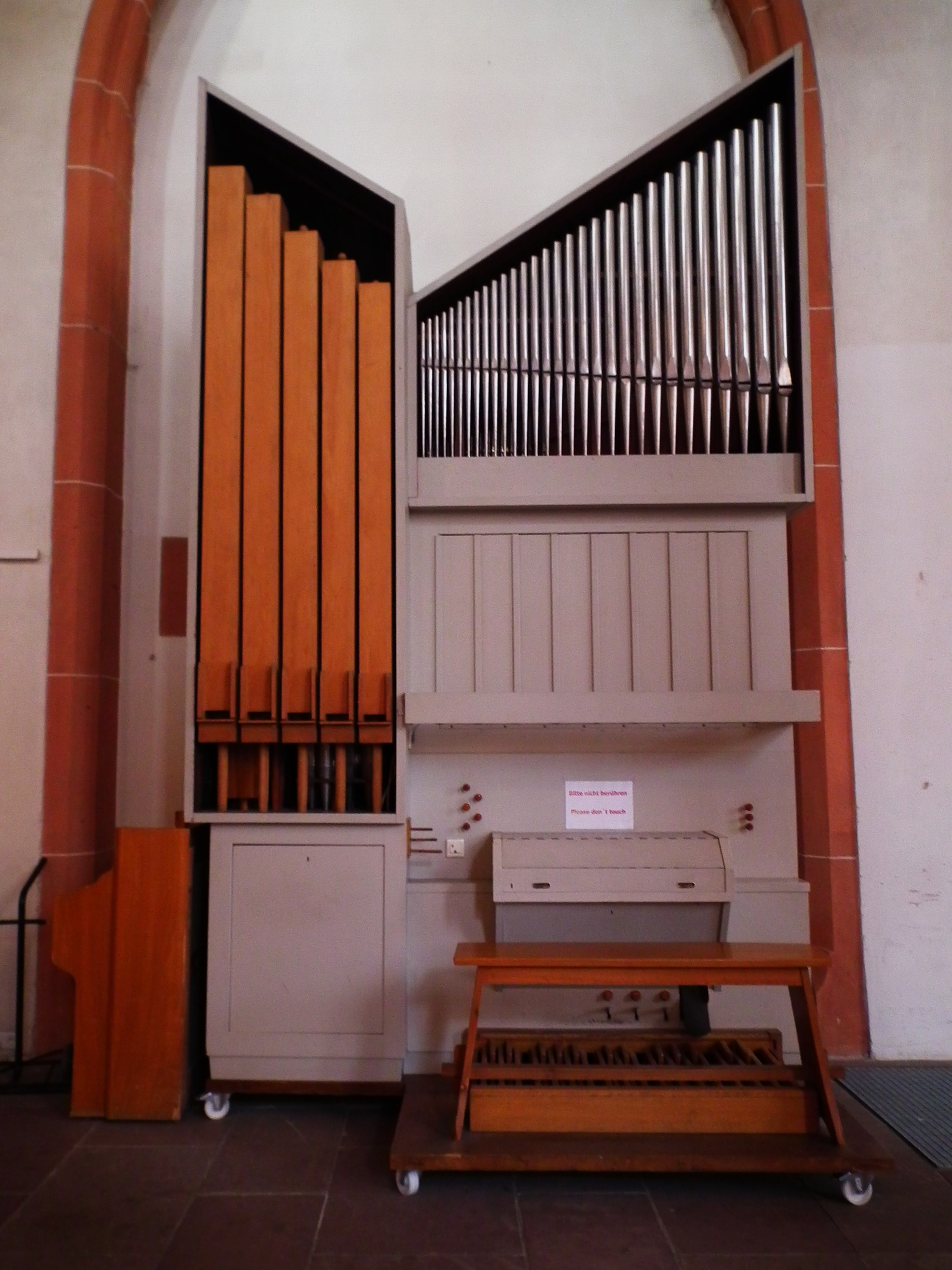
Kammerorgel

### Chororgel
Neben der Hauptorgel befindet sich im nördlichen Seitenschiff eine Kammerorgel, die 1963 von der Firma G. F. Steinmeyer & Co. erbaut wurde. Das Schleifladeninstrument mit mechanischen Spiel- und Registertrakturen umfasst elf Register auf zwei Manualen und Pedal. Ursprünglich war es auf der Orgelempore südlich neben der Hauptorgel aufgestellt. Nach dem Abbau der Steinmeyer-Orgel in der Jesuitenkirche 2003 wurde die Kammerorgel von der Firma Orgelbau Lenter dorthin überbracht und diente bis zur Fertigstellung der neuen Orgel 2009 als Provisorium. Seither befindet sie sich wieder in der Heiliggeistkirche, wo sie von der Firma Lenter an ihrem heutigen Aufstellort platziert wurde. Die Orgel steht auf Rollen und wird für Chorkonzerte, in denen eine mittlere Orgel benötigt wird, in den Westen der Kirche gefahren.
| I Manual C–g3 |              |    |
| 1.            | Gedecktflöte | 8′ |
| 2.            | Prinzipal    | 4′ |
| 3.            | Mixtur       | 2′ |

| II Manual C–g3 |                 |       |
| 4.             | Singend Gedeckt | 8′    |
| 5.             | Rohrflöte       | 4′    |
| 6.             | Prinzipal       | 2′    |
| 7.             | Nasat           | 1 ⁄3′ |
| 8.             | Scharfcimbel    | 2⁄3′  |

| Pedal C–f1 |               |     |
| 9.         | Untersatz     | 16′ |
| 10.        | Gedacktpommer | 8′  |
| 11.        | Dolkan        | 4′  |

- Koppeln: II/I, I/P, II/P

## Glocken
Nach der Verwüstung von Heidelberg im Jahre 1693 bekam die Heiliggeistkirche eine barocke Turmhaube und ein vierstimmiges Glockengeläut aus einem Guss. Die unklare Schlagtonlinie des Geläuts lässt dennoch die Absicht des Gießers vermuten, einen Durdreiklang zu erreichen; die zweitgrößte Glocke geriet zu hoch, sodass stattdessen ein vierstimmiger übermäßiger Akkord resultierte. Das einzige vollständige historische Geläut Heidelbergs ist im originalen Holzglockenstuhl aus dem Jahre 1739 untergebracht. Die wiedergefundene Scheideglocke von 1712 hängt auf dem Dachreiter über dem Kirchenschiff.
| Nr. | Name           | Gussjahr | Gießer, Gussort                                       | Durchmesser (cm) | Höhe (cm) | Schlagton (HT-1/16) |
| --- | -------------- | -------- | ----------------------------------------------------- | ---------------- | --------- | ------------------- |
| 1   | Christus       | 1738     | Heinrich Ludwig Gosman & Christoph Zimmermann, Landau | 144              | 108       | cis1 −2             |
| 2   | Maria          | 1738     | Heinrich Ludwig Gosman & Christoph Zimmermann, Landau | 118,5            | 91        | eis1 −10            |
| 3   | Dreifaltigkeit | 1738     | Heinrich Ludwig Gosman & Christoph Zimmermann, Landau | 93               | 73,5      | a1 −6               |
| 4   | Immaculata     | 1738     | Heinrich Ludwig Gosman & Christoph Zimmermann, Landau | 71               | 57        | cis2 −3             |